# Hector Giacomelli

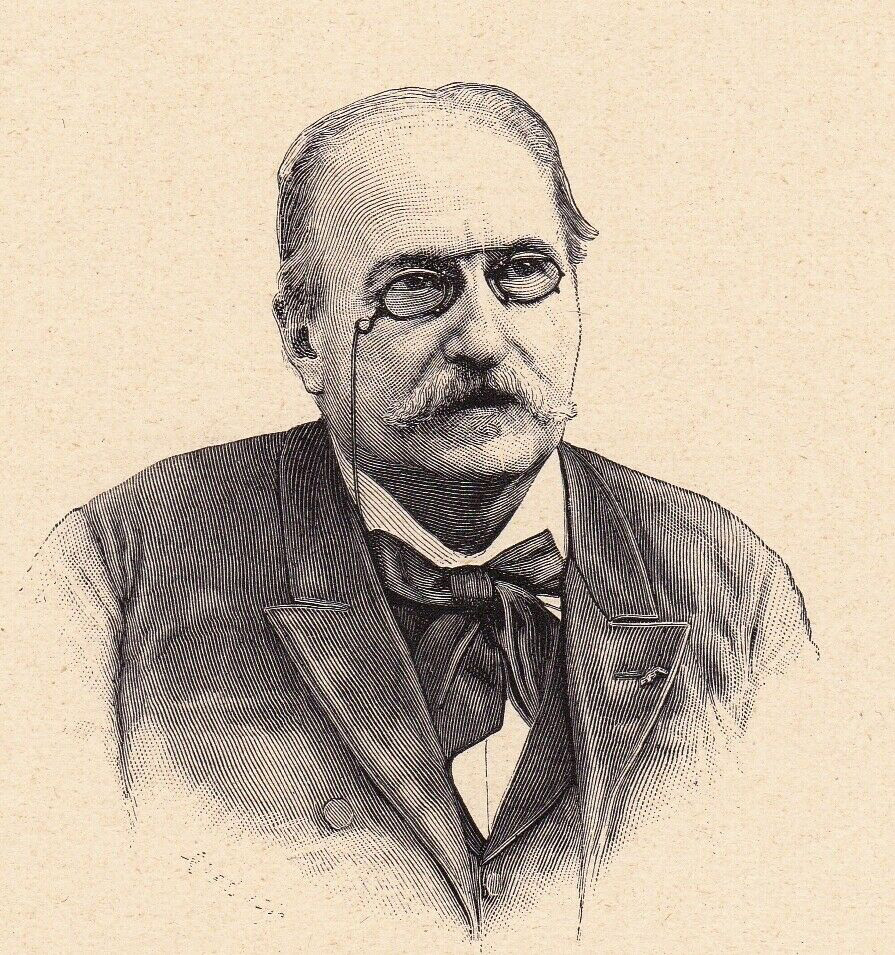
Hector Giacomelli ca. 1897

Hector Giacomelli (* 1. April 1822 in Paris; † 1. Dezember 1904 in Menton) war ein französischer Zeichner, Aquarellist und Illustrator.

## Leben

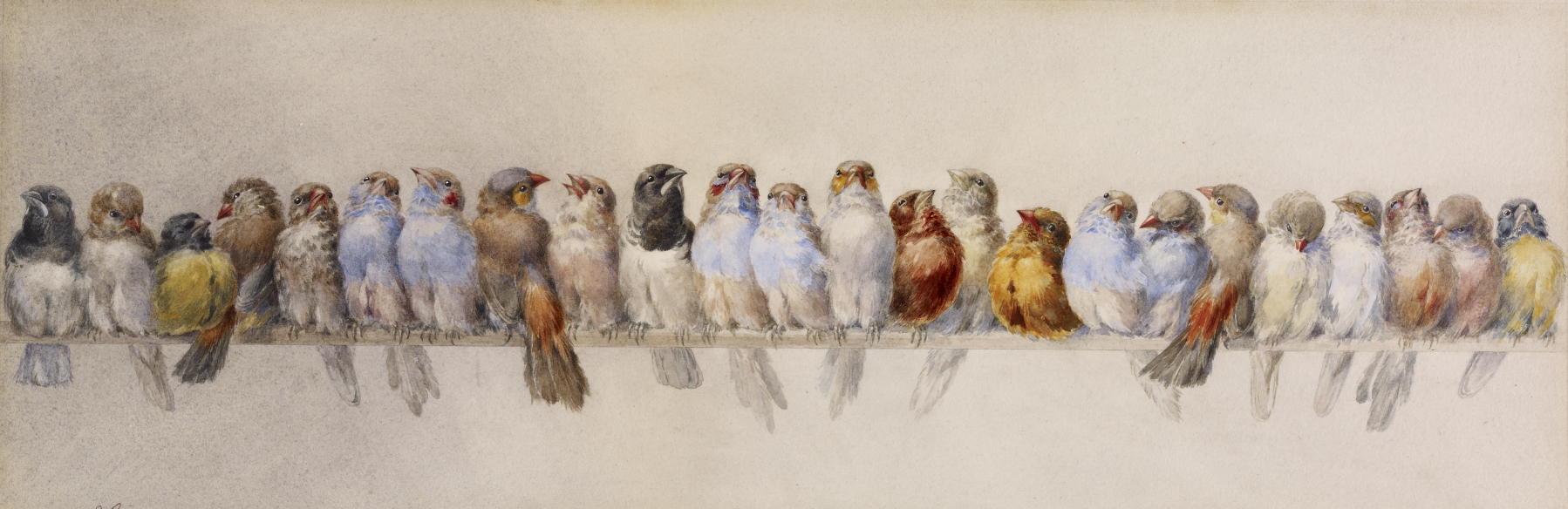
Hector Giacomelli – A Perch of Birds

Der Sohn eines italienischen Gesangslehrers war anfangs Graveur und Ziseleur und arbeitete zunächst von 1844 bis 1854 als kunstgewerblicher Zeichner für Goldschmiedearbeiten. Für eine Weile zog er sich aus Gesundheitsgründen aus Paris zurück und entwickelte auf dem Land eine Liebhaberei für die Tier- und Pflanzenwelt. Nach Paris zurückgekehrt, wurde er von Gustave Doré beauftragt, Rahmen und Ornamente für eine von ihm geplante illustrierte Bibelausgabe zu zeichnen, die nach ihrem Erscheinen 1865 auch Giacomelli einen großen Erfolg bescherte. So wurde er ein gesuchter Zeichner und wandte sich ganz der Illustration von Büchern zu. Sein bevorzugtes Gebiet war die Darstellung von Insekten, Vögeln und Blumen. 
Giacomelli war auch Sammler und veröffentlichte 1862 den Catalogue raisonné de l'oeuvre gravé et lithographié de Raffet, ein Werkverzeichnis des graphischen Werks Auguste Raffets.
1878 wurde er in die Ehrenlegion aufgenommen.

## Werke
Illustrationen zu:
- Émile Delapalme: Le livre de mes petits-enfants, 1866
- Jules Michelet: L'Oiseau, 1867
- Jules Michelet: L'Insecte, 1876
- François Coppée: Les mois, 1876
- André Theuriet: Les nids, 1879
- André Theuriet: Sous Bois, 1883
- André Theuriet: Nos oiseaux, 1887
- Alfred de Musset: Le Merle blanc, 1904